# این است فرجام ستمکار

نشان رسمی ویرجینیا

این است فرجام ستمکار برگردان عبارت لاتین Sic semper tyrannis است که در زبان انگلیسی به thus always to tyrants ترجمه شده‌است. این عبارت لاتین که شعار رسمی ایالت ویرجینیای آمریکاست در برگردان به انگلیسی به گونه‌ای نادرست به «مرگ بر ستمگر» و «سرنگون باد ستمگر» تعبیر شده‌است. آمده‌است که این عبارت برای نخستین بار هنگام ترور ژولیوس سزار توسط مارکوس ژونیوس بروتوس گفته شده‌است. بعدها جان ویلکس بوث نیز هنگام ترور آبراهام لینکن این عبارت را به کار برد.